# Championnat du Mozambique de football 1999-2000
Navigation
Saison 1992 Saison 2000-2001
La saison 1999-2000 du Championnat du Mozambique de football est la vingt-quatrième édition du championnat de première division au Mozambique. Après un tour préliminaire régional de qualification, les douze meilleurs clubs du pays sont regroupés au sein d'une poule unique où ils s'affrontent deux fois, à domicile et à l'extérieur. En fin de saison, les trois derniers sont relégués et remplacés par les trois meilleurs clubs de deuxième division.
C'est le CD Costa do Sol qui remporte le championnat cette saison après avoir terminé en tête du classement final, avec quatre points d'avance sur le tenant du titre, le Clube Ferroviario de Maputo et treize sur le CD Matchedje. C'est le septième titre de champion du Mozambique de l'histoire du club, qui réussit même le doublé en s'imposant en finale de la Coupe du Mozambique face au CD Matchedje.

## Les clubs participants
| - Directement qualifiés : - CD Costa do Sol - CD Maxaquene - Clube Ferroviario de Nacala - Clube Ferroviario de Maputo - Chingale de Tete - Migracão de Beira | - Qualifiés à la suite du tour préliminaire : - Clube Ferroviario de Nampula - Associão Desportiva de Pemba - Clube Ferroviário da Beira - Textáfrica do Chimoio - Grupo Desportivo de Maputo - CD Matchedje |

## Tour préliminaire
Vingt-cinq clubs sont répartis en six poules et affrontent une seule fois chacun de leurs adversaires. Seul le premier de chaque groupe se qualifie pour la poule finale.

### Zone Nord
Groupe A :
| Rang | Équipe                       | Pts | J | G | N | P | Bp | Bc | Diff |  | Résultats (▼ dom., ► ext.)   | Fer | Pem | Lic | Atl |
| ---- | ---------------------------- | --- | - | - | - | - | -- | -- | ---- |  | ---------------------------- | --- | --- | --- | --- |
| 1    | Clube Ferroviario de Nampula | 9   | 3 | 3 | 0 | 0 | 12 | 0  | +12  |  | Clube Ferroviario de Nampula |     | 3-0 | 2-0 | 7-0 |
| 2    | Beira Mar Pemba              | 6   | 3 | 2 | 0 | 1 | 8  | 5  | +3   |  | Beira Mar Pemba              |     |     | 1-0 | 7-2 |
| 3    | FC Lichinga                  | 0   | 2 | 0 | 0 | 2 | 0  | 3  | -3   |  | FC Lichinga                  |     |     |     | -   |
| 4    | Atlético Lichinga            | 0   | 2 | 0 | 0 | 2 | 2  | 14 | -12  |  | Atlético Lichinga            |     |     |     |     |

Groupe B :
| Rang | Équipe                         | Pts | J | G | N | P | Bp | Bc | Diff |  | Résultats (▼ dom., ► ext.)     | ADP | Fer | Spo | Ben |
| ---- | ------------------------------ | --- | - | - | - | - | -- | -- | ---- |  | ------------------------------ | --- | --- | --- | --- |
| 1    | Associão Desportiva de Pemba   | 7   | 3 | 2 | 1 | 0 | 4  | 0  | +4   |  | Associão Desportiva de Pemba   |     | 1-0 | 3-0 | 0-0 |
| 2    | Clube Ferroviario de Carropeia | 4   | 3 | 1 | 1 | 1 | 4  | 3  | +1   |  | Clube Ferroviario de Carropeia |     |     | 2-2 | 2-0 |
| 3    | Sporting Nampula               | 4   | 3 | 1 | 1 | 1 | 4  | 6  | -2   |  | Sporting Nampula               |     |     |     | 2-1 |
| 4    | Benfica Nampula                | 1   | 3 | 0 | 1 | 2 | 1  | 4  | -3   |  | Benfica Nampula                |     |     |     |     |

### Zone Centre
Groupe A :
| Rang | Équipe                     | Pts | J | G | N | P | Bp | Bc | Diff |  | Résultats (▼ dom., ► ext.) | Fer | Ben | Pip | Mat |
| ---- | -------------------------- | --- | - | - | - | - | -- | -- | ---- |  | -------------------------- | --- | --- | --- | --- |
| 1    | Clube Ferroviário da Beira | 9   | 3 | 3 | 0 | 0 | 10 | 1  | +9   |  | Clube Ferroviário da Beira |     | 3-1 | 2-0 | 5-0 |
| 2    | Benfica Quelimane          | 3   | 3 | 1 | 0 | 2 | 3  | 5  | -2   |  | Benfica Quelimane          |     |     | 1-0 | 1-2 |
| 3    | FC Pipeline                | 3   | 3 | 1 | 0 | 2 | 2  | 4  | -2   |  | FC Pipeline                |     |     |     | 2-1 |
| 4    | Matchedje Beira            | 3   | 3 | 1 | 0 | 2 | 3  | 8  | -5   |  | Matchedje Beira            |     |     |     |     |

Groupe B :
| Rang | Équipe                        | Pts | J | G | N | P | Bp | Bc | Diff |  | Résultats (▼ dom., ► ext.)    | TCh | TPu | Cah | Mat |
| ---- | ----------------------------- | --- | - | - | - | - | -- | -- | ---- |  | ----------------------------- | --- | --- | --- | --- |
| 1    | Textáfrica do Chimoio         | 7   | 3 | 2 | 1 | 0 | 6  | 2  | +4   |  | Textáfrica do Chimoio         |     | 1-1 | 3-1 | 2-0 |
| 2    | GD Companhia Têxtil do Punguè | 5   | 3 | 1 | 2 | 0 | 4  | 2  | +2   |  | GD Companhia Têxtil do Punguè |     |     | 1-1 | 2-0 |
| 3    | GD Cahora Bassa               | 4   | 3 | 1 | 1 | 1 | 4  | 4  | 0    |  | GD Cahora Bassa               |     |     |     | 2-0 |
| 4    | Matchedje Chimoio             | 0   | 3 | 0 | 0 | 3 | 0  | 6  | -6   |  | Matchedje Chimoio             |     |     |     |     |

### Zone Sud
Groupe A :
| Rang | Équipe                     | Pts | J | G | N | P | Bp | Bc | Diff |  | Résultats (▼ dom., ► ext.) | Des | Fer | Aca | Inh |
| ---- | -------------------------- | --- | - | - | - | - | -- | -- | ---- |  | -------------------------- | --- | --- | --- | --- |
| 1    | Grupo Desportivo de Maputo | 7   | 3 | 2 | 1 | 0 | 5  | 1  | +4   |  | Grupo Desportivo de Maputo |     | 1-1 | 2-0 | 2-0 |
| 2    | Clube Ferroviario Mahotas  | 5   | 3 | 1 | 2 | 0 | 4  | 3  | +1   |  | Clube Ferroviario Mahotas  |     |     | 2-2 | 1-0 |
| 3    | Academica Maputo           | 4   | 3 | 1 | 1 | 1 | 4  | 4  | 0    |  | Academica Maputo           |     |     |     | 2-0 |
| 4    | Ferroviario Inhambane      | 0   | 3 | 0 | 0 | 3 | 0  | 5  | -5   |  | Ferroviario Inhambane      |     |     |     |     |

Groupe B :
| Rang | Équipe           | Pts | J | G | N | P | Bp | Bc | Diff |  | Résultats (▼ dom., ► ext.) | Mat | Mig | Fer | Est | Chi  |
| ---- | ---------------- | --- | - | - | - | - | -- | -- | ---- |  | -------------------------- | --- | --- | --- | --- | ---- |
| 1    | CD Matchedje     | 12  | 4 | 4 | 0 | 0 | 19 | 2  | +17  |  | CD Matchedje               |     | 2-1 | 3-1 | 4-0 | 10-0 |
| 2    | Migração         | 6   | 3 | 2 | 0 | 1 | 5  | 3  | +2   |  | Migração                   |     |     | -   | 2-0 | 2-1  |
| 3    | Ferroviario Gaza | 4   | 3 | 1 | 1 | 1 | 7  | 4  | +3   |  | Ferroviario Gaza           |     |     |     | 1-1 | 5-0  |
| 4    | Estrela Vermelha | 4   | 4 | 1 | 1 | 2 | 7  | 8  | -1   |  | Estrela Vermelha           |     |     |     |     | 6-1  |
| 5    | Chizi Dinamo     | 0   | 4 | 0 | 0 | 4 | 2  | 23 | -21  |  | Chizi Dinamo               |     |     |     |     |      |

## Compétition

### Classement
Le barème utilisé pour établir le classement est le suivant :
- Victoire : 3 points
- Match nul : 1 point
- Défaite, forfait ou abandon : 0 point

| Rang | Équipe                       | Pts | J  | G  | N  | P  | Bp | Bc | Diff |
| ---- | ---------------------------- | --- | -- | -- | -- | -- | -- | -- | ---- |
| 1    | CD Costa do SolC             | 51  | 22 | 15 | 6  | 1  | 45 | 8  | +37  |
| 2    | Clube Ferroviário de MaputoT | 47  | 22 | 14 | 5  | 3  | 37 | 13 | +24  |
| 3    | CD Matchedje                 | 38  | 22 | 11 | 5  | 6  | 26 | 19 | +7   |
| 4    | CD Maxaquene                 | 24  | 21 | 9  | 8  | 4  | 26 | 11 | +15  |
| 5    | Clube Ferroviário da Beira   | 32  | 22 | 8  | 8  | 6  | 24 | 20 | +4   |
| 6    | Chingale de Tete             | 30  | 22 | 9  | 3  | 10 | 30 | 22 | +8   |
| 7    | Clube Ferroviario de Nampula | 27  | 22 | 7  | 6  | 9  | 26 | 24 | +2   |
| 8    | Textáfrica do Chimoio        | 25  | 22 | 5  | 10 | 7  | 15 | 21 | -6   |
| 9    | Grupo Desportivo de Maputo   | 24  | 22 | 7  | 3  | 12 | 15 | 26 | -11  |
| 10   | Migração Beira               | 24  | 22 | 6  | 6  | 10 | 20 | 33 | -13  |
| 11   | Clube Ferroviario de Nacala  | 22  | 22 | 5  | 7  | 10 | 17 | 34 | -17  |
| 12   | Associão Desportiva de Pemba | 3   | 21 | 0  | 3  | 18 | 11 | 61 | -50  |

|  | Qualification pour la Ligue des champions de la CAF 2001    |
|  | Qualification pour la Coupe des Coupes 2001                 |
|  | Qualification pour la Coupe de la CAF 2001                  |
|  | Relégation directe en deuxième division                     |
|  | T : Tenant du titre C : Vainqueur de la Coupe du Mozambique |

## Bilan de la saison
| Championnat du Mozambique de football 1999-2000                        |                               |
| Champion                                                               | CD Costa do Sol (7e titre)    |
| Coupes et trophées                                                     |                               |
| Vainqueur de la Coupe du Mozambique 1999-2000                          | CD Costa do Sol               |
| Qualifications continentales                                           |                               |
| Ligue des champions de la CAF 2001                                     | CD Costa do Sol               |
| Coupe des Coupes 2001                                                  | CD Matchedje                  |
| Coupe de la CAF 2001                                                   | Clube Ferroviario de Maputo   |
| Promotions et relégations                                              |                               |
| Promus en Moçambola                                                    | Benfica Nampula               |
| Promus en Moçambola                                                    | GD Companhia Têxtil do Punguè |
| Promus en Moçambola                                                    | Estrela Vermelha Maputo       |
| Relégués en Championnat du Mozambique de football de deuxième division | Migração Beira                |
| Relégués en Championnat du Mozambique de football de deuxième division | Clube Ferroviario de Nacala   |
| Relégués en Championnat du Mozambique de football de deuxième division | Associão Desportiva de Pemba  |